# Tragovi
Tragovi (сербохорв. Tragovi: časopis za srpske i hrvatske teme, англ. Tragovi: Journal for Serbian and Croatian Topics) — выходящий два раза в год рецензируемый академический журнал открытого доступа, издаваемый Сербским национальным советом и Архивом сербов в Хорватии. Журнал публикует статьи из различных областей общественных и гуманитарных наук, посвящённых сербистике, кроатистике и югославистике. Целью инициаторов было создание фонда из 350 научных статей за 20 лет, который станет неотъемлемой точкой отсчёта для области исследований, освещаемой журналом.
Первая инициатива той же группы авторов по созданию подобного журнала появилась в 1993 году во время Хорватской войны за независимость, которая в то время не была реализована из-за отсутствия поддержки идеи. На презентации первого номера журнала в Архиве Воеводины в Нови-Саде в конце февраля 2019 года главный редактор Деян Йович объяснил необходимость нового журнала нехваткой академических статей на сербскую и хорватскую тематику, а также необходимостью противостоять дилетантству и политической пропаганде и предоставить пространство для критики. Цель журнала — расширить возможности хорватского интеллектуального сообщества и предоставить платформу для новых молодых авторов, чтобы они могли спокойно и аргументированно обсуждать спорные вопросы, которые осложняют сербско-хорватские отношения.
Поскольку большинство надежных научных статей по региону публикуются за рубежом на английском и других основных языках, журнал издаётся на сербскохорватском языке в целях укрепления местной собственности на научную продукцию. Главный редактор объяснил этот подход в первоначальном манифесте следующим образом: «Мы понимаем, что о сербах и хорватах много — и зачастую очень хорошо — написано на английском и других языках, но мы считаем важным не отставать в тех темах, в которых мы должны быть в авангарде. Мы хотим быть субъектом, а не просто объектом, в большой (и более или менее постоянной) дискуссии о сербах и хорватах и связанных с ними темах».
Полные тексты статей проиндексированы и доступны через Центрально- и Восточноевропейскую онлайн-библиотеку, а также на Портале научных журналов Хорватии. Статьи журнала также доступны в Академии Google. В феврале 2019 года журнал организовал хорватскую презентацию новой книги Бранки Прпы, мероприятие было организовано в Центральной библиотеке сербов Хорватии. В сентябре 2019 года представитель журнала принял участие в подписании соглашения о сотрудничестве между Институтом современной истории и Сербским национальным советом, в котором принял участие посол Сербии в Хорватии.
В 2021 году статья об официальных послевоенных извинениях между Сербией и Хорватией вновь привлекла всеобщее внимание и освещение в СМИ. Графический дизайн и дизайн обложки журнала были предоставлены загребской дизайн-студией «Parabureau». В 2021 году журнал был представлен на VIII историческом фестивале «Клиофест» в Национальной и университетской библиотеке Загреба.